# El papa Francisco: un hombre de palabra
El papa Francisco: un hombre de palabra (en inglés: Pope Francis: A Man of His Word ) es una película documental de 2018 producida, coescrita y dirigida por Wim Wenders. Está basada en la vida del papa Francisco, 266.º papa y 8.º soberano de la Ciudad del Vaticano.

## Argumento
El 13 de marzo de 2013, el cardenal de Buenos Aires, el argentino Jorge Mario Bergoglio, se convirtió en el pontífice número 266 de la Iglesia Católica. Se trata del primer papa procedente de América del Sur, el primero del hemisferio sur y el primer jesuita en ser nombrado obispo de Roma, pero, sobre todo, es el primer papa que elige el nombre de Francisco, en honor de san Francisco de Asís (1181-1226), uno de los santos cristianos más venerados y un reformador que dedicó su vida a la "Hermana Pobreza" y a profesar su profundo amor por la naturaleza y todos los seres vivos de la "Hermana Madre Tierra".